# کلسی روبینسون
کلسی روبینسون (انگلیسی: Kelsey Robinson؛ زادهٔ ۲۵ ژوئن ۱۹۹۲) بازیکن والیبال اهل ایالات متحده آمریکا عضو تیم ملی والیبال زنان آمریکا است.